# Vilvorde
Vilvorde, tidligere Vilvorde Havebrugshøjskole, er en dansk uddannelsesinstitution, som tilbyder uddannelser inden for gartnerfaget og (i dag)  andre grønne fagområder. Den lå først i Ordrup og siden i Tølløse, indtil den i 1991 blev en del af Roskilde Tekniske Skole.

## Historie
Vilvorde blev grundlagt som Danmarks første havebrugshøjskole 2. april 1875 af Stephan Nyeland på et stort areal ved Ordrup Krat (nuværende Vilvordevej 70). Han havde købt Skovlyst med ca. 20 tønder land. Der blev bygget skolebygning, der indeholdt bolig til forstander, lærer og elever. To små drivhuse blev etableret. Skolen havde syv elever. Institutionen fik navn efter en by i Belgien, Vilvorde, hvor der i 1848 var oprettet en belgisk Havebrugshøjskole, som Nyeland ofte havde besøgt på studieture.
Kun få måneder efter indvielsen brændte skolen ned den 17. september, og Nyeland var tæt på at opgive projektet. På opfordring fra Christian IX, der havde set flammerne fra sin balkon på Bernstorff Slot, blev skolen genopført og stod klar i 1876. Indtil 1900 boede eleverne på skolen. I 1905 blev Nyeland imidlertid nødt til at forlade sin institution, da hans helbred var svigtende, og han var flyttet til Gudhjem. Den tidligere elev Lars Nielsen forpagtede skolen, men med ringe held, og i 1909 dyrkede skolen mere korn end havebrug.
8. november 1911 overtog Valdemar Jensen Vilvorde, og under hans ledelse - assisteret af Niels Klougart, senere forstander på Beder Gartnerskole - oplevede havebrugshøjskolen en renæssance. År for år oplevede skolen stadigt større søgning, indtil økonomiske forhold i 1958 gjorde det umuligt at forsætte arbejdet. Jensen udstykkede derfor en stor del af jorden til villagrunde, men beholdt fire tønder land og tilbød en kreds af gartnere at føre skolen videre som en selvejende institution for 400.000 kr. De skulle til gengæld love ham at gøre undervisningen mere tidssvarende ved at udvide skolen. 25. marts blev "Den selvejede institution Havebrugshøjskolen Vilvorde" stiftet med Erik Skovby som forstander, og den 1. oktober samme år startede 21 elever. Fra 1977 var Svend Englyst forstander.
Selvom gartnerne havde ofret fire millioner kroner på en modernisering af skolen, blev undervisningen 19. juni 1981 flyttet til Tølløse Slot, hvor nye elevbygninger var blevet opført fra 1979 som tæt-lav-bebyggelse ved A5 Tegnestuen. Dernæst overtog Dansk Sygeplejeråd bygningerne i Ordrup og indrettede kursuscenter med samme navn: Vilvorde.
I 1983 tiltrådte Kerner Viinberg som forstander, og han blev i 1985 efterfulgt af Henrik Andersen, som i 1989 blev efterfulgt af Ole Bodholt. I 1991 blev Vilvorde Havebrugshøjskole overtaget af Roskilde Tekniske Skole, der relokerede den til et område syd for byen, tæt ved Holbækmotorvejen. Bygningerne i Tølløse overgik til Tølløse Slots Efterskole.